# Relaciones Canadá-Ecuador
Las relaciones Canadá-Ecuador son las relaciones diplomáticas que existen entre Canadá y la República del Ecuador. Canadá y Ecuador mantienen relaciones diplomáticas bilaterales oficiales desde 1960. Sin embargo, los vínculos bilaterales comenzaron a principios del siglo XX cuando ingenieros ferroviarios, expertos en minería y misioneros canadienses trabajaron en Ecuador.

## Relaciones bilaterales
Los procesos de inmigración de Canadá para Ecuador son gestionados por la  oficina de Inmigración, Refugiados y Ciudadanía de Canadá en Colombia . También existe un  Centro de Solicitud de Visas ubicado en Quito.
Las relaciones bilaterales entre Canadá y Ecuador se rigen por valores compartidos, incluido el compromiso con la prosperidad, la democracia, los derechos humanos y un sistema internacional basado en normas , así como un vibrante intercambio en educación.

## Relaciones comerciales
El comercio bilateral, que en 2022 ascendió a 1.300 millones de dólares, un aumento del 36% con respecto a 2021, es una dimensión en rápido crecimiento y cada vez más importante dentro de la relación bilateral entre Canadá y Ecuador. Las relaciones comerciales entre Canadá y Ecuador son complementarias, especialmente en lo que respecta a la mayor parte del comercio de productos agrícolas, incluidas frutas tropicales, flores, cacao y mariscos con Canadá; y trigo, lentejas y guisantes con Ecuador. En 2002, entró en vigor el tratado de doble tributación firmado entre Canadá y Ecuador.
Los sectores que el Servicio de Comisionados Comerciales (TCS) ha identificado como prioritarios (es decir, donde las capacidades e intereses canadienses coinciden con las oportunidades y la demanda locales) son la agricultura, las tecnologías limpias, la educación, las industrias extractivas y la infraestructura. La inversión directa canadiense en Ecuador, que ascendió a 2.600 millones de dólares en 2022, se ha triplicado en los últimos cinco años, lo que convierte a Canadá en el mayor inversor extranjero en Ecuador, en gran medida debido a las inversiones en el sector de desarrollo de los recursos naturales.
En noviembre de 2022, Canadá y Ecuador  anunciaron el inicio de conversaciones exploratorias hacia un posible   Tratado de Libre Comercio entre Canadá y Ecuador.
El Gobierno de Canadá también celebró consultas públicas del 6 de enero al 21 de febrero de 2023, donde se invitó a los canadienses a presentar sus puntos de vista sobre un posible TLC entre Canadá y Ecuador.
También se invita a los canadienses a compartir sus puntos de vista sobre los posibles riesgos ambientales y de género (o de inclusión) asociados con un TLC entre Canadá y Ecuador en Canadá y más allá.
El 13 de diciembre de 2023, la Honorable Mary Ng, Ministra de Promoción de Exportaciones, Comercio Internacional y Desarrollo Económico, presentó en la Cámara de los Comunes el Aviso de Intención del Gobierno de iniciar negociaciones para un Acuerdo de Libre Comercio entre Canadá y Ecuador .
Posteriormente, el 19 de marzo de 2024, la Honorable Mary Ng también presentó en la Cámara de los Comunes los Objetivos de Canadá para las negociaciones de un Acuerdo de Libre Comercio entre Canadá y Ecuador.
Ecuador se unió al  Acuerdo Global sobre Comercio y Género ( GTAGA) el 15 de mayo de 2023 como un medio para trabajar en estrecha colaboración con Canadá, Chile, Colombia, México, Nueva Zelanda y Perú para promover políticas comerciales con perspectiva de género y avanzar en la igualdad de género y el empoderamiento económico de las mujeres.
Ecuador se unió al Grupo de Acción de Comercio Inclusivo (ITAG) el 15 de mayo de 2023 con el fin de trabajar junto con los socios del ITAG (Canadá, Chile, México y Nueva Zelanda) para ayudar a que las políticas comerciales internacionales sean más inclusivas a fin de garantizar que los beneficios del comercio y la inversión se compartan más ampliamente.
Las  Cámaras de Comercio Ecuatoriano-Canadiense  ubicadas en Quito y Guayaquil promueven el intercambio comercial y cultural entre Ecuador y Canadá.

## Educación
En los últimos años, Canadá se ha posicionado como un destino atractivo para los estudiantes ecuatorianos, con un aumento sostenido en el número de ecuatorianos que estudian en Canadá cada año, convirtiéndose en el cuarto país latinoamericano con mayor envío de estudiantes a Canadá. A partir de 2009, el gobierno canadiense ha fomentado el desarrollo del talento humano a través de becas, como  ELAP (Programa de Líderes Emergentes en las Américas).

## Desarrollo
La asistencia internacional de Canadá en Ecuador ascendió a 17,3 millones de dólares en  2021-2022  y se centró en áreas temáticas clave: responder a la crisis migratoria venezolana; promover los derechos de las mujeres, niñas y adolescentes, los pueblos indígenas y la comunidad LGBTIQ+; proteger el medio ambiente y la biodiversidad a través de la acción climática.
Canadá se compromete a apoyar los esfuerzos en Ecuador y en toda la región para responder a los impactos de la  crisis política y migratoria de Venezuela . Canadá ha brindado asistencia humanitaria y para el desarrollo con el fin de facilitar el acceso a educación de calidad, salud sexual y reproductiva y oportunidades de empleo para los refugiados y migrantes venezolanos, así como para las poblaciones vulnerables y las comunidades de acogida en Ecuador. Canadá también apoya el avance de políticas inclusivas relacionadas con la migración y la prevención de actividades delictivas vinculadas a la explotación de refugiados y migrantes venezolanos en Ecuador.
Canadá está comprometido con el fortalecimiento de la democracia en áreas como la participación política, el gobierno abierto, el diálogo entre el Gobierno y los pueblos indígenas y la lucha contra la violencia de género. Desde 2015, apoyamos la capacitación de la sociedad civil ecuatoriana en materia de Gobierno Abierto. En 2019, Ecuador pasó a formar parte de la Alianza para el Gobierno Abierto (OGP), una herramienta para promover la transparencia y luchar contra la corrupción, lanzando ese mismo año el primer Plan de Acción de Gobierno Abierto de Ecuador.
Canadá apoya el diálogo como mecanismo a largo plazo para la prevención y resolución de conflictos en Ecuador, entre otras cosas mediante la asignación de un millón de dólares al PNUD para la implementación de un proyecto sobre “Diálogo intercultural y prevención de conflictos”. Además, una iniciativa de la Asociación de Asistencia Técnica – Mecanismo de Despliegue de Expertos ( TAP-EDM ) financiada por el GAC tiene como objetivo fortalecer el diálogo para los procesos nacionales y subnacionales de consentimiento libre, previo e informado (CLPI).
En cooperación con organizaciones de la sociedad civil, en 2020 Canadá brindó apoyo para capacitar a mujeres sobre participación electoral y combatir la violencia de género durante las campañas. Canadá también proporcionó una financiación significativa (350.000 dólares) a la Misión de Observación Electoral de la Organización de los Estados Americanos para las elecciones generales de Ecuador de 2021.
La Subdivisión de Asuntos Globales y Desarrollo contribuye al crecimiento inclusivo fortaleciendo los sistemas financieros que tienen en cuenta las cuestiones de género. La Subdivisión de Asociación para el Desarrollo e Innovación de Asuntos Globales financia proyectos multinacionales que apoyan a las mujeres en diversos sectores, en particular aumentando su acceso a servicios integrales de salud sexual y reproductiva y reduciendo las barreras que impiden a las mujeres exportadoras participar en los mercados comerciales mundiales, incluido el Ecuador.
Canadá también apoya a las organizaciones de la sociedad civil local a través del  Fondo Canadiense para Iniciativas Locales (FCIL),  cuyas prioridades incluyen los derechos humanos, la participación democrática y el desarrollo sostenible, con especial atención a la igualdad de género y las poblaciones vulnerables. El FCIL se ha utilizado durante situaciones de emergencia como la pandemia de COVID-19 .
Canadá se ha comprometido a ayudar a Ecuador en sus esfuerzos por preservar el medio ambiente. Con este fin, el Departamento de Pesca y Océanos de Canadá firmó un acuerdo de cooperación con la Dirección Nacional de Espacios Acuáticos del Ecuador (DIRNEA) para detectar embarcaciones oscuras involucradas en actividades de pesca no declarada, no reglamentada e ilegal en la reserva marina de las Islas Galápagos.
Desde 2019, FinDev Canadá apoyó a tres instituciones financieras en Ecuador con préstamos por un total de USD $26 millones para micro, pequeñas y medianas empresas, enfocados en empoderar a mujeres emprendedoras y combatir el cambio climático.
El  Centro Internacional de Investigaciones para el Desarrollo  también apoya varias iniciativas de investigación en la esfera del desarrollo del Ecuador.

## Misiones diplomáticas residentes
- Canadá tiene una embajada en Quito y un consulado honorario en Guayaquil
- Ecuador tiene una embajada en Ottawa, y mantiene consulados generales en Toronto y Vancouver